# میهیجام
میهیجام (به انگلیسی: Mihijam) یک منطقهٔ مسکونی در هند است که در بخش جامتارا واقع شده‌است. میهیجام ۴۰٬۴۶۳ نفر جمعیت دارد.